# ایالت وی
وی (چینی :魏؛ پین‌یین: Wèi؛ چینی کهن: * N-qʰuj-s) یکی از هفت ایالت اصلی در دوره دولت‌های متخاصم در چین باستان بود؛ که این از پس از تقسیم جین به سه ایالت، همراه با هان و ژائو ایجاد شده‌است. قلمرو آن بین ایالت‌های چین و چی قرار داشت و شامل مناطقی از هنان، هبئی، شانشی و شاندونگ امروزی بود. وی پس از انتقال پایتخت خود از آنی به دالیانگ (کایفنگ امروزی) در زمان پادشاه هوی، وی را لیانگ (چینی :梁؛ پین‌یین: Liáng) نیز می‌نامیدند.